# Barnea & Co.
Barnea & Co.是一家位于以色列的律師事務所。公司一级合伙人为Michael Barnea、Simon Jaffa和Zohar Lande。

## 服务
该公司为私人和公共部门、本地企业、跨国公司和国际企业提供法律服务。公司的法律专业领域包括公司法、基础设施和项目融资、訴訟、併購、税务、破产、互联网、雇佣、房地产、证券和资本市场、技术、财产规划和私人客户财富管理。
公司创始人Michael (Micky) Barnea为是技术法律方面的专家，并为高科技公司的各个发展阶段提供咨询服务。

## 著名案例
Barnea & Co.提供法律咨询服务的部分案例如下：
- 以色列商人、Eurocom Group拥有者Shaul Elovitch以大约1亿美元出售Pilat Media公司[4]。
- Matomy证券（英语：Matomy Media）在伦敦证券交易所上市[5]。
- 代表Carmit Candy Industries就吉百利事件起诉Strauss Elite（英语：Strauss-Elite）[6]。
- HFH International BV以大约1.07亿美元收购上市公司Avgol Industries 1953 Ltd.的控股权。[7].
- 代表三安光电股份有限公司（上海证券交易所上市公司）旗下子公司日芯光伏科技有限公司收购Zenith Solar Ltd.（英语：Zenith Solar）的所有资产。
- 代表Ahava Dead Sea Laboratories Ltd.主要股东以7700万美元出售股份给中国复星国际有限公司[8]。
- 代表Azrieli Group以2000万美元收购以色列证券交易所上市公司Buy 2 Networks Ltd.[9]。

### 基础设施和能源
Barnea & Co.参与地方和国际基础设施和能源项目，其中包括在耶路撒冷和特拉维夫的轻轨项目、以色列铁路网络电气化、死海和Tsafit发电站建设项目、基利波水力发电站、以色列天然气管道基础设施；负责以色列国防军内盖夫沙漠新训练基地的设计、建设和融资和运营以及以色列警察培训中心的建设和运营等。

## 当地和全球排名
- The Legal 500已将Barnea & Co.收录到银行与金融、企业与并购、雇佣、基础设施与能源以及高科技类别[10]。
- Chambers and Partners名录已将公司收录到企业与并购、高科技、雇佣以及项目与能源类别，Michael Barnea、Simon Jaffa、Marie Tsion、Zohar Lande和Dotan Baruch博士被收录到律师名录[11]。
- 国际评级机构IFLR1000已将Barnea & Co.收录到并购与项目融资（英语：Project finance）类别。[12]
- 公司被Dun's 100和BDI Coface等以色列领先的排名目录收录[13]。